# ビョルン・ロンボルグ

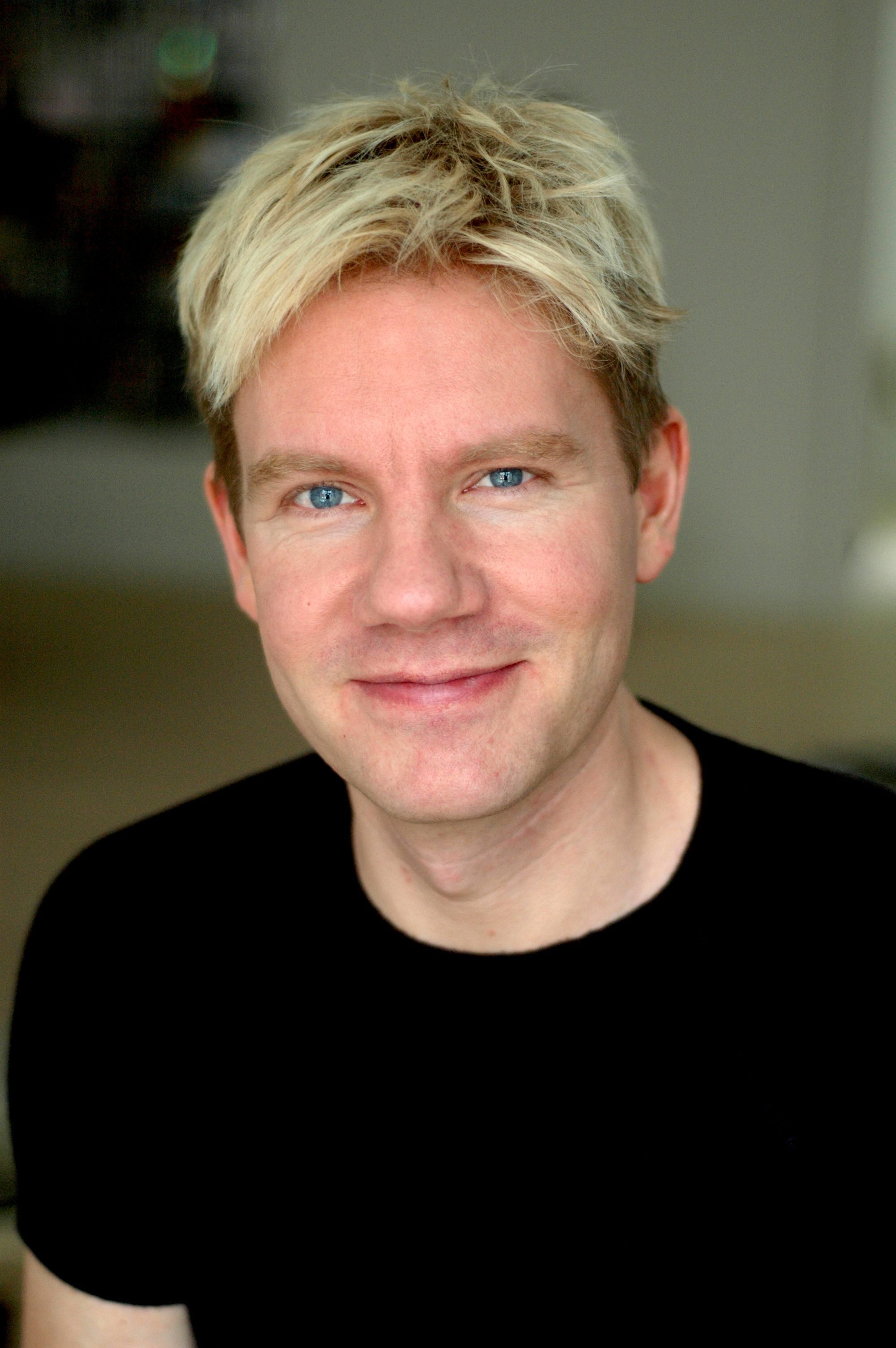
Bjørn Lomborg

ビョルン・ロンボルグ（Bjørn Lomborg, 1965年1月6日 - ）は、デンマークの政治学者。現在はコペンハーゲンビジネススクールの非常勤教授、コペンハーゲン環境評価研究所の前所長。
論争を巻き起こした著書『環境危機をあおってはいけない―地球環境のホントの実態』（原題： The Skeptical Environmentalist）で広く知られるようになった。この本の出版は、デンマークや他の国々の科学コミュニティから科学的欺瞞として批判された。この疑惑はデンマークの政府機関により調査され、結局いかなる公的な告発も退けられた。しかし、現在もロンボルグの著作に批判的な科学者が存在する
。
2002年にロンボルグと環境評価研究所がコペンハーゲン合意を立ち上げた。コペンハーゲン合意とは厚生経済学の理論を基にした方法論を使い、地球規模の厚生福祉に対する優先順位を模索するものである。
自身が同性愛者ならびに菜食主義者であることを公言している。

## 『環境危機をあおってはいけない』
1998年、ロンボルグはデンマークの代表的な新聞である『Politiken』に環境の状況について4本の記事を掲載した。その反響は彼によると「猛反発の議論を引き起こした。大都市部の主要紙上で、記事は400を超えた」という。
2001年、『The Skeptical Environmentalist（環境危機をあおってはいけない 地球環境のホントの実態）』を出版し、大きな注目を浴びることとなる。この本の主要なテーマは、それまでよく言われていた主張や環境保護主義者の予測の多くが誇張されているというものだった。

### 科学的欺瞞とする批判
『環境危機をあおってはいけない』の出版のあと、ロンボルグは、科学的不正行為であると批判された。数人の環境科学者が、ロンボルグに対する全部で3つの提訴をデンマークの科学技術イノベーション省（Ministry of Science, Technology and Innovation of Denmark）の下にある「科学的不正に関するデンマーク委員会」（Danish Committees on Scientific Dishonesty、DCSD）へ持ち込んだ
。彼らは、『環境危機をあおってはいけない』が意図的な誤解を招くデータとまちがった結論を含んでいると非難した。その類似した提訴のためにDCSDは、単一の調査で3ケースの調査を進めることを決定した。

### DCSDの調査
2003年1月6日、DCSDは提訴に関し結論に達した。この本は科学的に不誠実であると結論できるが、一方でロンボルグ本人に関してはこの分野に関しては専門知識を持っていないからとして有罪とは見なさなかった。:
客観的に言って、問題の著作は科学的不誠実に該当するとみなされる。 ...しかし、故意あるいは重大な過失によってなされた主観的判断という観点では、ビョルン・ロンボルグの著作はこの範疇に含まれない。逆に、この著作は適切な科学的慣習の規準に明らかに反するものとみなされる。
DCSDは「環境危機をあおってはいけない」に関し以下の点を断じた:
1. データ捏造;
2. データの恣意的取捨選択;
3. 意図的な統計的手法の誤解を招く使用;
4. 結論の解釈の歪曲;
5. 剽窃;
6. 意図的な他人のデータの歪曲した解釈.

### 科学技術イノベーション省の審理
2003年2月13日、ロンボルグはDCSDの決定について、DCSDを監督する科学技術イノベーション省に異議を申し立てた。
2003年12月17日、同省はDCSDが以下のような多くの手続き上の誤りを犯したと述べた。
- DCSDは社会科学の領域において「良い科学的判断」を決定する厳密な基準を用いていない。
- 「統計データの歪曲」が故意であるかどうかについて、DCSDの「科学的に不誠実である」定義が明確でない。
- そもそも「環境危機をあおってはいけない」は、DCSDが干渉する権利のある学術出版ではない。
- DCSDは個々の実際の誤りについて言及していない。

同省は当件をDCSDに差し戻し、それによって「環境危機をあおってはいけない」が科学的に不誠実であるとする先の結論が誤りであると示唆した。また同省はDCSDに再調査を行うか決定するよう指導した。

### DCSDの反応
2004年3月12日、委員会は、おそらく同様の結論に達するとの理由により、これ以上の申し立てについて新規の精密な調査を行わないことを公式に決定した。2日後、反ロンボルグのWebサイトを運営する環境保護活動家Kåre Fogが不服を申し立てをしたが、Fogによると、この申し立ては2004年12月27日に却下された。

### 科学界の反応
ロンボルグについての当初のDCSDの決定はデンマーク科学界の請願を引き起こした。308名の科学者（多くは社会科学者）は同件に関するDCSDの手続きを批判した。オランダのシンクタンク Heidelberg Appeal the Netherlandsはロンボルグに対する27の告発のうち25は無根拠であるか、当を得ていないとする報告書を出した。
一方のデンマークの科学者グループは、DCSDを支持する署名を集めた。この640名による署名は医学者から自然科学者まで多岐におよび、ノーベル化学賞受賞者のイェンス・スコウ、元大学牧師のKjeld Møllgård、デンマーク工科大学のPoul Harremoës教授が参加している。
その後2年間に環境評価研究所の報告書に重大な誤りが見つかり、2006年に環境評価研究所は解散した。

## コペンハーゲン合意（コペンハーゲンコンセンサス）
2002年に、ロンボルグと環境アセスメント機関（Environmental Assessment Institute）は、「コペンハーゲン合意」を出した。それは、さらなる地球的福祉のために、厚生経済学の理論をもとにした方法論を使い、優先順位をつけることを目的とするものだった。著名な経済学者のパネラーが一連の問題を評価しランク付けるために集められた。その計画には、デンマーク政府と共同スポンサーの雑誌エコノミストからかなりの資金が供された。ロンボルグによって編集された結論、世界危機、世界的解決法を要約した本が2004年の10月にケンブリッジ大学出版局より出版された。

## 気候変動に関する見解
ロンボルグは現在の気候変動が人為的であることには同意しているが、気候変動の影響や対策については懐疑的な立場を取っている。例えば、ホッキョクグマの生存が脅かされていること、グレートバリアリーフのサンゴが頻繁に白化し、回復が遅れていること、暑熱関連死が（上昇気温によっては寒冷関連死も）増加することを無視している。
ファクトチェックサイトのClimate Feedbackは、ウォール・ストリート・ジャーナルやデイリー・テレグラフなどに掲載されるロンボルグの気候変動に関する記事について、チェリー・ピッキングが行われていること、論文を故意に歪めて引用していることを指摘し、不正確と判定している。

## 著作
- The Skeptical Environmentalist: Measuring the Real State of the World
  - 『環境危機をあおってはいけない 地球環境のホントの実態』山形浩生訳、文藝春秋、2003年、ISBN 978-4163650807
- How to Spend $50 Billion to Make the World a Better Place
  - 『五〇〇億ドルでできること』小林紀子訳、バジリコ、2008年、ISBN 978-4862381170
- Cool It!
  - 『地球と一緒に頭も冷やせ! 温暖化問題を問い直す』山形浩生訳、ソフトバンククリエイティブ、2008年、ISBN 978-4797347234